# Краковский филармонический оркестр
Симфонический оркестр Краковской филармонии (пол. Orkiestra Symfoniczna Filharmonii Krakowskiej), также называемый Краковский филармонический оркестр (англ. Krakow Philharmonic) — польский симфонический оркестр, базирующийся в Кракове и работающий в составе Краковской филармонии имени Кароля Шимановского.
Предшественником оркестра был Оркестр Товарищества польских музыкантов в Кракове, основанный в 1909 году Феликсом Нововейским. После обретения Польшей независимости оркестр был значительно укреплён и расширен, в 1931 году для его выступлений было построено новое здание, а в 1937 г. коллектив получил название Краковский филармонический оркестр. Оркестр благополучно завершил концертный сезон 1938/39 гг., а началу следующего сезона помешала Вторая мировая война.
В 1940—1944 гг., в период нацистской оккупации, в Кракове также действовал симфонический оркестр, называвшийся Филармонический оркестр Генерал-губернаторства (нем. Philharmonie des Generalgouvernement): в его составе были собраны многие видные музыканты со всей Польши, которых руководители оркестра — Ханс Рор (1940—1942), Рудольф Хиндемит (1942—1944) и Ханс Сваровски (1944) — защищали тем самым от отправки на принудительные работы; первоначально оркестрантам было разрешено исполнение только немецкой и австрийской музыки, с 1942 г. запрет был ослаблен, и в репертуаре появились сочинения Фридерика Шопена, Станислава Монюшко, Мечислава Карловича, Владислава Желенского и других польских классиков.
Краковский филармонический оркестр стал первым польским оркестром, воссозданным после Второй мировой войны: его первый концерт состоялся 3 февраля 1945 года (дирижировал Зыгмунт Лятошевский, солистом выступил Збигнев Джевецкий). Также оркестр стал одним из наиболее интенсивно гастролирующих польских коллективов, объехав более 30 стран. Большое влияние на работу оркестра оказал Кшиштоф Пендерецкий.

## Руководители оркестра
- Зыгмунт Лятошевский (1945—1949)
- Богдан Водичко (1951—1953)
- Станислав Скровачевский (1954—1956)
- Витольд Ровицкий (1957—1958)
- Анджей Марковский (1959—1964)
- Генрик Чиж (1964—1967)
- Ежи Катлевич (1968—1981)
- Тадеуш Стругала (1981—1986)
- Джилберт Ливайн (1987—1993)
- Владимир Понькин (1994—1998)
- Томаш Бугай (1998—2005)
- Ян Кренц (2005—2008)
- Тадеуш Стругала (2008)
- Павел Пжитоцкий (с 2009 г.)